# Артеев, Пик Герасимович
Пик Герасимович Артеев (27 ноября 1937, Новикбож, Коми АССР — 1987) — коми писатель, оленевод и спортсмен. Чемпион Коми АССР по гиревому спорту.

## Биография
Родился 27 ноября 1937 года в селе Новикбож, которое ныне входит в городской округ Усинск. Его родители были потомственными оленеводами. Получил имя в честь немецкого коммуниста Вильгельма Пика.
В раннем детстве Пик кочевал вместе с родителями по тундре. Учился в начальной школе в Новикбоже и успешно окончил её. Среднюю школу оканчивал уже в соседнем селе Усть-Уса. После окончания школы Пик Артеев поехал в Воркуту, работал на шахте. Срочную службу проходил в ГДР, после чего учился в ветеринарном техникуме в Нарьян-Маре. После получения специальности Артеев решил связать свою жизнь с оленеводством. Устроился бригадиром в совхоз «Усть-Усинский». Учился в Вологодской совпарт-школе, после чего стал в совхозе управляющим оленеводческого отделения. В этой должности он работал с 1974 года вплоть до своей смерти в 1987 году.
Служа в армии, увлёкся тяжелой атлетикой и гиревым спортом.
Первые рассказы и очерки он писал еще в молодости, однако нигде их не публиковал.
Впервые произведения Пика Артеева были напечатаны в «Усинской нови». Затем их стали печатать в журналах «Север» и «Войвыв кодзув». Творчество Пика Артеева было хорошо оценено в Союзе писателей Коми. Единственная книга Пика под названием «Была бы вторая жизнь…», сборник из более 20 его рассказов и очерков, вышла стараниями Рейнгольда Бихерта уже после смерти Артеева в 2007 году. 

## Память
В Ижемском районе 2012 год был объявлен годом Пика Артеева.

## Награды
- За трудовые успехи был награждён орденом «Знак Почета»[2].